# China op de Olympische Zomerspelen 2012
China nam deel aan de Olympische Zomerspelen 2012 in Londen.

## Medailleoverzicht
| Sport            | Olympiër                                                                                          | Onderdeel               | Medaille |
| ---------------- | ------------------------------------------------------------------------------------------------- | ----------------------- | -------- |
| Atletiek         | Chen Ding                                                                                         | 20 km snelwandelen (m)  | Goud     |
| Badminton        | Zhang Nan Zhao Yunlei                                                                             | gemengd dubbelspel(v)   | Goud     |
| Badminton        | Li Xuerui                                                                                         | enkelspel(v)            | Goud     |
| Badminton        | Tian Qing Zhao Yunlei                                                                             | dubbelspel (v)          | Goud     |
| Badminton        | Lin Dan                                                                                           | enkelspel (m)           | Goud     |
| Badminton        | Cai Yun Fu Haifeng                                                                                | dubbelspel (m)          | Goud     |
| Boksen           | Zou Shiming                                                                                       | -49kg(m)                | Goud     |
| Gewichtheffen    | Wang Mingjuan                                                                                     | -48kg (v)               | Goud     |
| Gewichtheffen    | Li Xueying                                                                                        | -58kg (v)               | Goud     |
| Gewichtheffen    | Lin Qingfeng                                                                                      | -69kg (m)               | Goud     |
| Gewichtheffen    | Lü Xiaojun                                                                                        | -77kg (m)               | Goud     |
| Gewichtheffen    | Zhou Lulu                                                                                         | +75kg (v)               | Goud     |
| Gymnastiek       | Chen Yibing Feng Zhe Guo Weiyang Zhang Chenglong Zou Kai                                          | meerkamp team (m)       | Goud     |
| Gymnastiek       | Dong Dong                                                                                         | trampoline (m)          | Goud     |
| Gymnastiek       | Zou Kai                                                                                           | vloer (m)               | Goud     |
| Gymnastiek       | Feng Zhe                                                                                          | brug (m)                | Goud     |
| Gymnastiek       | Deng Linlin                                                                                       | balk (v)                | Goud     |
| Schermen         | Lei Sheng                                                                                         | floret(m)               | Goud     |
| Schermen         | Li Na Luo Xiaojuan Sun Yujie Xu Anqi                                                              | degen team (v)          | Goud     |
| Schietsport      | Yi Siling                                                                                         | 10m luchtgeweer (v)     | Goud     |
| Schietsport      | Guo Wenjun                                                                                        | 10m luchtpistool (v)    | Goud     |
| Schoonspringen   | He Zi Wu Minxia                                                                                   | 3m plank sychroon (v)   | Goud     |
| Schoonspringen   | Cao Yuan Zhang Yanquan                                                                            | 10m toren sychroon (m)  | Goud     |
| Schoonspringen   | Chen Ruolin Wang Hao                                                                              | 10m toren sychroon (v)  | Goud     |
| Schoonspringen   | Luo Yutong Qin Kai                                                                                | 3m plank synchroon (m)  | Goud     |
| Schoonspringen   | Wu Minxia                                                                                         | 3m plank (v)            | Goud     |
| Schoonspringen   | Chen Ruolin                                                                                       | 10m toren (v)           | Goud     |
| Taekwondo        | Wu Jingyu                                                                                         | -49kg (v)               | Goud     |
| Tafeltennis      | Li Xiaoxia                                                                                        | enkelspel (v)           | Goud     |
| Tafeltennis      | Zhang Jike                                                                                        | enkelspel (m)           | Goud     |
| Tafeltennis      | Ding Ning Guo Yue Li Xiaoxia                                                                      | team (v)                | Goud     |
| Tafeltennis      | Wang Hao Zhang Jike Ma Long                                                                       | team (m)                | Goud     |
| Zeilen           | Xu Lijia                                                                                          | Laser radial (v)        | Goud     |
| Zwemmen          | Ye Shiwen                                                                                         | 400m wisselslag (v)     | Goud     |
| Zwemmen          | Sun Yang                                                                                          | 400m vrije slag (m)     | Goud     |
| Zwemmen          | Ye Shiwen                                                                                         | 200m wisselslag (v)     | Goud     |
| Zwemmen          | Jiao Liuyang                                                                                      | 200m vlinderslag (v)    | Goud     |
| Zwemmen          | Sun Yang                                                                                          | 1500m vrije slag (m)    | Goud     |
|                  |                                                                                                   |                         |          |
| Badminton        | Xu Chen Ma Jin                                                                                    | gemengd dubbel          | Zilver   |
| Badminton        | Wang Yihan                                                                                        | enkelspel (v)           | Zilver   |
| Boksen           | Ren Cancan                                                                                        | -51kg (v)               | Zilver   |
| Boogschieten     | Fang Yuting Cheng Ming Xu Jing                                                                    | team (v)                | Zilver   |
| Gewichtheffen    | Wu Jingbiao                                                                                       | -56kg (m)               | Zilver   |
| Gewichtheffen    | Lu Haojie                                                                                         | -77kg (m)               | Zilver   |
| Gymnastiek       | Huang Shanshan                                                                                    | trampoline (v)          | Zilver   |
| Gymnastiek       | Chen Yibing                                                                                       | ringen (m)              | Zilver   |
| Gymnastiek       | He Kexin                                                                                          | brug ongelijk (v)       | Zilver   |
| Gymnastiek       | Sui Lu                                                                                            | balk (v)                | Zilver   |
| Judo             | Xu Lili                                                                                           | -63kg (v)               | Zilver   |
| Moderne vijfkamp | Cao Zhongrong                                                                                     | mannen                  | Zilver   |
| Roeien           | Huang Wenyi Xu Dongxiang                                                                          | lichte dubbel-twee (m)  | Zilver   |
| Schietsport      | Wei Ning                                                                                          | skeet (v)               | Zilver   |
| Schietsport      | Chen Ying                                                                                         | 25m pistool (v)         | Zilver   |
| Schoonspringen   | He Zi                                                                                             | 3m plank (v)            | Zilver   |
| Schoonspringen   | Qin Kai                                                                                           | 3m plank (m)            | Zilver   |
| Schoonspringen   | Qiu Bo                                                                                            | 10m toren (m)           | Zilver   |
| Synchroonzwemmen | Chang Si Chen Xiaojun Huang Xuechen Jiang Tingting Jiang Wenwen Liu Ou Luo Xi Sun Wenyan Wu Yiwen | team                    | Zilver   |
| Taekwondo        | Hou Yuzhuo                                                                                        | -57kg (v)               | Zilver   |
| Tafeltennis      | Ding Ning                                                                                         | enkelspel (v)           | Zilver   |
| Tafeltennis      | Wang Hao                                                                                          | enkelspel (m)           | Zilver   |
| Wielersport      | Gong Jinjie Guo Shuang                                                                            | teamsprint (v)          | Zilver   |
| Wielersport      | Guo Shuang                                                                                        | keirin (v)              | Zilver   |
| Worstelen        | Jing Ruixue                                                                                       | -63kg vrije stijl (v)   | Zilver   |
| Zwemmen          | Lu Ying                                                                                           | 100m vlinderslag (v)    | Zilver   |
| Zwemmen          | Sun Yang                                                                                          | 200m vrije slag (m)     | Zilver   |
|                  |                                                                                                   |                         |          |
| Atletiek         | Wang Zhen                                                                                         | 20km snelwandelen (m)   | Brons    |
| Atletiek         | Li Yanfeng                                                                                        | discuswerpen (v)        | Brons    |
| Atletiek         | Gong Lijiao                                                                                       | kogelstoten (v)         | Brons    |
| Atletiek         | Si Tianfeng                                                                                       | 50km snelwandelen (m)   | Brons    |
| Atletiek         | Qieyang Shenjie                                                                                   | 20km snelwandelen (v)   | Brons    |
| Badminton        | Chen Long                                                                                         | enkelspel (m)           | Brons    |
| Boksen           | Li Jinzi                                                                                          | -75kg (v)               | Brons    |
| Boogschieten     | Dai Xiaoxiang                                                                                     | individueel (m)         | Brons    |
| Gymnastiek       | Lu Chunlong                                                                                       | trampoline (m)          | Brons    |
| Gymnastiek       | He Wenna                                                                                          | trampoline (v)          | Brons    |
| Gymnastiek       | Zou Kai                                                                                           | rekstok (m)             | Brons    |
| Judo             | Tong Wen                                                                                          | +78kg (v)               | Brons    |
| Schermen         | Sun Yujie                                                                                         | degen (v)               | Brons    |
| Schietsport      | Yu Dan                                                                                            | 10m luchtgeweer (v)     | Brons    |
| Schietsport      | Ding Feng                                                                                         | 25m snelvuurpistool (m) | Brons    |
| Schietsport      | Wang Zhiwei                                                                                       | 50m pistool (m)         | Brons    |
| Schoonspringen   | He Chong                                                                                          | 3m plank (m)            | Brons    |
| Synchroonzwemmen | Huang Xuechen Liu Ou                                                                              | duet                    | Brons    |
| Taekwondo        | Liu Xiaobo                                                                                        | +80kg (m)               | Brons    |
| Wielersport      | Guo Shuang                                                                                        | sprint (v)              | Brons    |
| Zwemmen          | Li Xuanxu                                                                                         | 400m wisselslag (v)     | Brons    |
| Zwemmen          | Hao Yun Li Yunqi Jiang Haiqi Sun Yang Lü Zhiwu Dai Jun                                            | 4x200m vrije slag (m)   | Brons    |
| Zwemmen          | Tang Yi                                                                                           | 100m vrije slag (v)     | Brons    |

## Deelnemers en resultaten
(m) = mannen, (v) = vrouwen 

### Atletiek

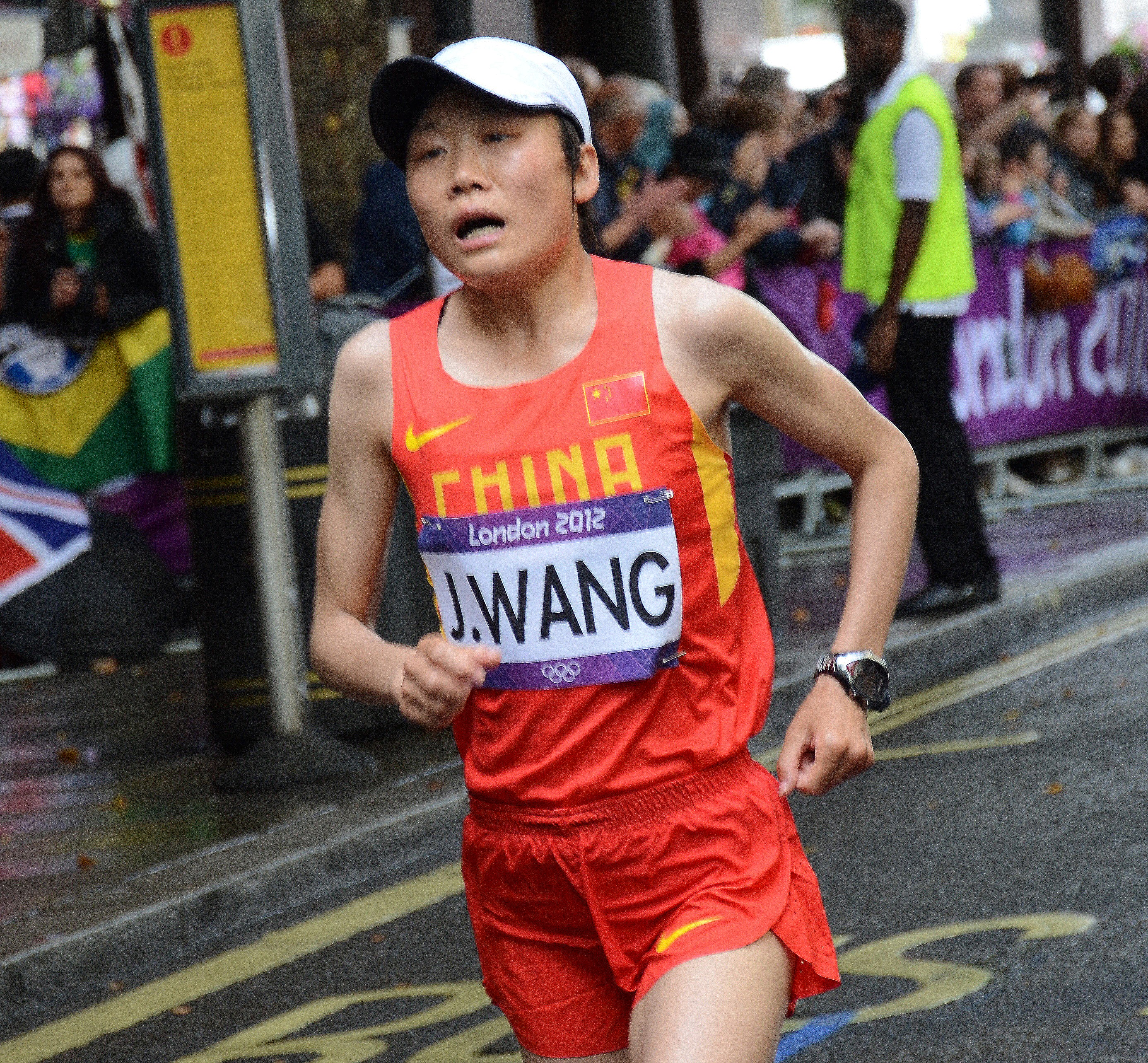
Wang Jiali in de olympische marathon

| Olympiër                                                               | Onderdeel                | Resultaat | Prestatie                                                    |
| ---------------------------------------------------------------------- | ------------------------ | --------- | ------------------------------------------------------------ |
| Su Bingtian                                                            | 100m (m)                 | 22e       | kwartfinale 6: 3de in 10,19 halve finale 2: 8ste in 10,28    |
| Xie Zhenye                                                             | 200m (m)                 | 29e       | serie 4: 6de in 20.69                                        |
| Liu Xiang                                                              | 110m horden (m)          | DNF       | serie 6: niet gefinisht                                      |
| Shi Dongpeng                                                           | 110m horden (m)          | 37e       | serie 1: 7de in 13,78                                        |
| Xie Wenjun                                                             | 110m horden (m)          | 9e        | serie 5: 3de in 13,43 halve finale 2: 3de in 13.34           |
| Cheng Wen                                                              | 400m horden (m)          | 41e       | serie 3: 6de in 50.38                                        |
| Li Zhilong                                                             | 400m horden (m)          | 37e       | serie 1: 7de in 50.36                                        |
| Guo Fan Lao Yi Liang Jiahong Su Bingtian Zhang Peimeng Zheng Dongsheng | 4x100m (m)               | 11e       | series: 5de in 38.38s                                        |
| Dong Guojian                                                           | marathon (m)             | 54e       | 2:20.39                                                      |
| Li Zicheng                                                             | marathon (m)             | DNF       | niet gefinisht                                               |
| Cai Zilin                                                              | 20km snelwandelen (m)    | 4e        | 1:19.44                                                      |
| Chen Ding                                                              | 20km snelwandelen (m)    | Goud      | 1:18.46 (OR)                                                 |
| Wang Zhen                                                              | 20km snelwandelen (m)    | Brons     | 1:19.25                                                      |
| Li Jianbo                                                              | 50km snelwandelen (m)    | 7e        | 3:39.01                                                      |
| Si Tianfeng                                                            | 50km snelwandelen (m)    | Brons     | 3:37.16                                                      |
| Zhao Jianguo                                                           | 50km snelwandelen (m)    | 37e       | 3:56.59                                                      |
| Li Jinzhe                                                              | verspringen (m)          | 20e       | kwalificatie groep B: 8ste met 7,77m                         |
| Zhang Xiaoyi                                                           | verspringen (m)          | 36e       | kwalificatie groep A: 20ste met 7,25m                        |
| Cao Shuo                                                               | hink-stap-springen (m)   | 20e       | kwalificatie groep A: 11de met 16,27m                        |
| Dong Bin                                                               | hink-stap-springen (m)   | 10e       | kwalificatie groep B: 3de met 16,94m finale: 10de met 16,75m |
| Zhang Guowei                                                           | hoogspringen             | 21e       | kwalificatie groep A: 11de met 2,21m                         |
| Yang Yansheng                                                          | polsstokhoogspringen (m) | 20e       | kwalificatie groep B: 9de met 5,35m                          |
| Zhang Jun                                                              | kogelstoten (m)          | DNF       | kwalificatie groep B: geen geldige worp                      |
| Qin Qiang                                                              | speerwerpen (m)          | 41e       | kwalificatie groep A: 22ste met 72,29m                       |
|                                                                        |                          |           |                                                              |
| Wei Yongli                                                             | 100m (v)                 | 40e       | serie 6: 7de in 11.48                                        |
| Sun Yawei                                                              | 100m horden (v)          | 28e       | serie 6: 5de in 13,26                                        |
| Huang Xiaoxiao                                                         | 400m horden (v)          | 25e       | serie 5: 6de in 56.29                                        |
| Li Zhenzhu                                                             | 3000m steeplechase (v)   | 19e       | serie 1: 7de in 9:34.29                                      |
| Yin Annuo                                                              | 3000m steeplechase (v)   | 33e       | serie 2: 14de in 10:09.10                                    |
| Wang Jiali                                                             | marathon (v)             | 58e       | 2:35.46                                                      |
| Zhou Chunxiu                                                           | marathon (v)             | 22e       | 2:28.21                                                      |
| Zhu Xiaolin                                                            | marathon (v)             | 6e        | 2:2448                                                       |
| Liu Hong                                                               | 20km snelwandelen (v)    | 4e        | 1:26.00                                                      |
| Lu Xiuzhi                                                              | 20km snelwandelen (v)    | 6e        | 1:26.26                                                      |
| Qieyiang Shijie                                                        | 20km snelwandelen (v)    | Brons     | 1:25.16                                                      |
| Li Yanmei                                                              | hink-stap-springen (v)   | 30e       | kwalificatie groep A: 12de met 13,43m                        |
| Xie Limei                                                              | hink-stap-springen (v)   | 23e       | kwalificatie groep B: 14de met 13,69m                        |
| Zheng Xingjuan                                                         | hoogspringen (v)         | 18e       | kwalificatie groep A: 10de met 1,90m                         |
| Li Ling                                                                | polsstokhoogspringen (v) | 30e       | kwalificatie groep A: 16de met 4,25m                         |
| Gong Lijiao                                                            | kogelstoten (v)          | Zilver    | kwalificatie groep B: 1ste met 19,11m finale: 2de met 20,22m |
| Li Ling                                                                | kogelstoten (v)          | Brons     | kwalificatie groep A: 2de met 19,23m finale: 3de met 19,63m  |
| Liu Xiangrong                                                          | kogelstoten (v)          | 5e        | kwalificatie groep B: 2de met 18,96m finale: 5de met 19,18m  |
| Li Yanfeng                                                             | discuswerpen (v)         | Zilver    | kwalificatie groep A: 3de met 64,48m finale: 2de met 67,22m  |
| Ma Xuejun                                                              | discuswerpen (v)         | 11de      | kwalificatie groep A: 6de met 62,66m finale: 10de met 61,02m |
| Tan Jian                                                               | discuswerpen (v)         | DNF       | kwalificatie groep B: geen geldige worp                      |
| Li Lingwei                                                             | speerwerpen (v)          | 30e       | kwalificatie groep B: 16de met 56,50m                        |
| Lu Huihui                                                              | speerwerpen (v)          | 5de       | kwalificatie groep B: 2de met 64,45m finale: 5de met 63,70m  |
| Zhang Li                                                               | speerwerpen (v)          | 23ste     | kwalificatie groep A: 11de met 58,35m                        |
| Zhang Wenxiu                                                           | kogelslingeren (v)       | Brons     | kwalificatie groep B: 1ste met 74,53m finale: 3de met 76,34m |

### Badminton
| Olympiër               | Onderdeel      | Resultaat | Prestatie |
| ---------------------- | -------------- | --------- | --- |
| Chen Jin               | enkelspel (m)  | 5e        | groep L: 1ste W van POL Wacha: 21-15,21-8 2de ronde: W van GER Zwiebler: 19-21,21-12,21-19 kwartfinale: V van KOR Lee: 15-21,16-21 |
| Chen Long              | enkelspel (m)  | Brons     | groep E: 1ste W van THA Ponsana: 21-12,21-17 2de ronde: W van HKG Wong: 21-17,21-17 kwartfinale: W van DEN Gade: 21-16,21-13 halve finale: V van MAL Lee: 13-21,14-21 bronzen finale: W van KOR Lee: 21-12,15-21,21-15                                                                         |
| Lin Dan                | enkelspel (m)  | Goud      | groep P: 1ste W van IRL Evans: 21-8,21-14 2de ronde: W van IND Hidayat: 21-9,21-13 kwartfinale: W van JPN Sasaki: 21-12,16-21,21-1 halve finale: W van KOR Lee: 21-12,21-10 finale: W van MAS Lee: 15-21,21-10,21-19                                                                           |
| Cai Yun Fu Haifeng     | dubbelspel (m) | Goud      | groep A: 1ste W van GER Kindervater/Schöttler: 22-20,21-16 W van AUS Smith/Warfe: 21-17,21-11 W van TPE Fang/Lee: 21-19,21-13 kwartfinale: W van CHN Chai/Guo: 21-15,21-19 halve finale: W van MAS Koo/Tan: 21-9,21-19 finale: W van DEN Boe/Mogensen: 21-16,21-15                             |
| Chai Biao Guo Zhendong | dubbelspel (m) | 5e        | groep C: 2de W van RSA James/Viljoen: 21-8,21-13 W van Rusland Ivanov/Sozonov: 23-21,21-15 V van DEN Boe/Mogensen: 14-21,19-21 Denemarken kwartfinale: V van CHN CaiFu: 15-21,19-21 |
|                        |                |           | |
| Li Xuerui              | enkelspel (v)  | Goud      | groep L: 1ste W van ESP Marin: 21-13,21-11 W van PER Rivero 21-5,21-6 2de ronde: W van TPE Tai: 21-16,23-21 kwartfinale: W van HKG Yip: 21-12,22-20 halve finale: W van CHN Wang: 22-20,21-18 finale: W van CHN Wang: 21-15,21-23,21-17                                                        |
| Wang Xin               | enkelspel (v)  | 4e        | groep P: 1ste W van USA Wang: 21-8,21-6 2de ronde: W van IND Firdasari: 21-15,21-8 kwartfinale: W van THA Inthanon: 17-21,21-18,21-14 halve finale: V van CHN Li: 20-22,18-21 bronzen finale: V van IND Saina Nehwal: 21-18,1-0 (ret)                                                          |
| Wang Yihan             | enkelspel (v)  | Zilver    | groep A: 1ste W van CAN Li: 21-8,21-16 2de ronde: W van KOR Bae: 15-21,21-14,21-14 kwartfinale: W van TPE Cheng: 21-14,21-11 halve finale: W van IND Nehwal: 21-13,21-13 finale: V van CHN Li: 15-21,23-21,17-21                                                                               |
| Tian Qing Zhao Yunlei  | dubbelspel (v) | Goud      | groep D: 2de W van JPN Maeda/Suetsuna: 21-16,21-17 V van DEN Juhl/Pedersen: 20-22,12-21 W van HKG Poon/Tse: 21-11,21-12 kwartfinale: W van TPE Cheng/Chien: 21-10,21-14 halve finale: W van RUS Sorokina/Vislova: 21-19,21-6 finale: W van JPN Fujii/Kakiiwa: 21-10,25-23                      |
| Ma Jin Xu Chen         | dubbelspel (v) | DSQ       | groep A: 2de V van KOR JUng/Kim: 14-21,11-21 W van RUS Sorokina/Vislova: 21-6,21-9 W van CAN Bruce/Li: 21-11,21-7 kwartfinale: gediskwalificeerd wegens vervalsing match |
|                        |                |           | |
| Ma Jin Xu Chen         | dubbelspel (g) | Zilver    | groep D: 1ste W van THA Prapakamol/Thungthongkam: 21-19,21-12 W van MAS Chan/Goh: 21-14,21-8 W van TPE Chen/Cheng: 21-16,22-20 kwartfinale: W van POL Mateusiak/Zięba: 21-19, 16-21, 23-21 halve finale: W van INA Ahmad/Natsir: 21-23,21-18,21-13 finale: V van China Zhang/Zhao: 11-21,17-21 |
| Zhang Nan Zhao Yunlei  | dubbelspel (g) | Goud      | groep A: 1ste W van RUS Nikolaenko/Sorokina: 21-18,21-9 W van GBR Adcock/Bankier: 21-13,21-14 W van GER Fuchs/Michels: 21-6,21-7 kwartfinale: W van DEN Laybourn/Juhl: 21-13, 21-17 halve finale: W van DEN Nielsen/Pedersen: 17-21,21-17,21-19 finale: W van CHN Ma/Xu: 21-11,21-17           |

### Basketbal

#### Mannen
| Olympiër | Onderdeel | Resultaat | Prestatie |
| --- | --------- | --------- | --- |
| Ding Jinhui Liu Wei Yi Li Wang Shipeng Zhu Fangyu Sun Yue Zhang Zhaoxu Yi Jianlian Guo Ailun Chen Jianghua Wang Zhizhi Zhou Peng | mannen    | 12e       | groep: 6de V Spanje: 81-97 V Rusland: 54-73 V van Australië: 61-81 V van Brazilië: 59-98 V Groot-Brittannië: 58-90 |

| Groep B |                  |             |             |             |            |            |            |        |
| #       | Land             | Wedstrijden | Wedstrijden | Wedstrijden | Doelpunten | Doelpunten | Doelpunten | Punten |
| #       | Land             | G           | W           | V           | V          | T          | Saldo      | Punten |
| 1       | Rusland          | 5           | 4           | 1           | 400        | 359        | +41        | 9      |
| 2       | Brazilië         | 5           | 4           | 1           | 402        | 349        | +53        | 9      |
| 3       | Spanje           | 5           | 3           | 2           | 414        | 394        | +20        | 8      |
| 4       | Australië        | 5           | 3           | 2           | 410        | 373        | +37        | 8      |
| 5       | Groot-Brittannië | 5           | 1           | 4           | 380        | 405        | -25        | 6      |
| 6       | China            | 5           | 0           | 5           | 313        | 439        | -126       | 5      |

| Ronde      | Datum  | Plaats           | Land  | Score    | Land |
| ---------- | ------ | ---------------- | ----- | -------- | ---- |
| Groepsfase |        |                  |       |          |      |
| 29 juli    | Londen | Spanje           | 97-81 | China    |      |
| 31 juli    | Londen | China            | 54-73 | Rusland  |      |
| 2 augustus | Londen | Australië        | 81-61 | China    |      |
| 4 augustus | Londen | China            | 59-98 | Brazilië |      |
| 6 augustus | Londen | Groot-Brittannië | 90-58 | China    |      |

#### Vrouwen
| Olympiër | Onderdeel | Resultaat | Prestatie |
| --- | --------- | --------- | --- |
| Li Shanshan Song Xiaoyun Ji Yanyan Zhao Shuang Miao Lijie Guan Xin Zhang Fan Ma Zengyu Gao Song Wei Wei Chen Xiaoli Chen Nan | vrouwen   | 5e        | groep A: 3de W van Tsjechië: 66-57 V van Kroatië: 58-83 W van Angola: 76-52 V van Turkije: 55-82 V van Verenigde Staten: 66-14 kwartfinale: V van Australië: 60-75 |

| Groep A |                  |             |             |             |            |            |            |        |
| #       | Land             | Wedstrijden | Wedstrijden | Wedstrijden | Doelpunten | Doelpunten | Doelpunten | Punten |
| #       | Land             | G           | W           | V           | V          | T          | Saldo      | Punten |
| 1       | Frankrijk        | 5           | 5           | 0           | 356        | 319        | +37        | 10     |
| 2       | Australië        | 5           | 4           | 1           | 353        | 322        | +31        | 9      |
| 3       | Rusland          | 5           | 3           | 2           | 314        | 308        | +6         | 8      |
| 4       | Canada           | 5           | 2           | 3           | 328        | 332        | -4         | 7      |
| 5       | Brazilië         | 5           | 1           | 4           | 329        | 354        | -25        | 6      |
| 6       | Groot-Brittannië | 5           | 0           | 5           | 327        | 372        | -45        | 5      |

| Ronde       | Datum  | Plaats    | Land   | Score            | Land |
| ----------- | ------ | --------- | ------ | ---------------- | ---- |
| Groepsfase  |        |           |        |                  |      |
| 28 juli     | Londen | China     | 66-57  | Tsjechië         |      |
| 30 juli     | Londen | Kroatië   | 58-83  | China            |      |
| 1 augustus  | Londen | China     | 76-52  | Angola           |      |
| 3 augustus  | Londen | Turkije   | 82-55  | China            |      |
| 5 augustus  | Londen | China     | 66-114 | Verenigde Staten |      |
| Kwartfinale |        |           |        |                  |      |
| 7 augustus  | Londen | Australië | 75-60  | China            |      |

### Boksen
| Olympiër              | Onderdeel | Resultaat | Prestatie |
| --------------------- | --------- | --------- | --- |
| Zou Shiming           | -48kg (m) | Goud      | 1ste ronde: vrij 2de ronde: W van CUB Veitia: 14-11 kwartfinale: W van KAZ Zhakypov: 13-10 halve finale: W van IRL Barnes: 15-15 finale: W van THA Pongprayoon: 13-10 |
| Liu Qiang             | -52kg (m) | 9e        | 1ste ronde: W van AUS Jackson: 20-7 2de ronde: V van CUB Toledo: 10-14                                                                                                |
| Maimaitituersun Qiong | -69kg (m) | 17e       | 1ste ronde: V van RUS Zamkovoy: 11-16 |
| Meng Fanlong          | -81kg (m) | 9e        | 1ste rond: W van IND Sangwan: 15-14 2de ronde: V van BRA Florentino: 17-17                                                                                            |
| Wang Xuanxuan         | -91kg (m) | 9e        | 1ste ronde: V van BUL Pulev: 7-10 |
| Zhang Zhilei          | +91kg (m) | 5e        | 1ste ronde: V van AUS Linde: stopgezet door referee |
|                       |           |           | |
| Ren Cancan            | -51kg (m) | Zilver    | 1ste ronde: vrij kwartfinale: W van RUS Savelyeva: 12-7 2de ronde: W van USA Esparza: 10-8 finale: V van GBR Adams: 7-16                                              |
| Dong Cheng            | -60kg (m) | 5e        | 1ste ronde: W van ROU Lacatus: 10-5 kwartfinale: V van TJK Chorieva: 8-13                                                                                             |
| Li Jinzi              | -75kg (m) | Brons     | 1ste ronde: W van BRA Feitosa: 19-14 kwartfinale: W van CAN Spencer: 17-14 halve finale: V van RUS Torpolova: 10-12                                                   |

### Boogschieten
| Olympiër                         | Onderdeel       | Resultaat | Prestatie |
| -------------------------------- | --------------- | --------- | --- |
| Dai Xiaoxiang                    | individueel (m) | Brons     | plaatsingsronde: 7de met 678 punten 1ste ronde: W van SIN Strajhar: 6-0 2de ronde: W van MEX Vélez: 6-0 3de ronde: W van AUS Worth: 6-5 kwartfinale: W van KOR Kim: 6-5 halve finale: V van KOR Oh: 5-6 bronzen finale: W van NED van der Ven: 6-5 |
| Liu Zhaowu                       | individueel (m) | 33e       | plaatsingsronde: 22ste met 668 punten 1ste ronde: V van UKR Ruban: 5-6 |
| Xing Yu                          | individueel (m) | 17e       | plaatsingsronde: 13de met 673 punten 1ste ronde: W van GER Mayr: 6-0 2de ronde: V van MAS Mohamed: 5-6 |
| Dai Xiaoxiang Liu Zhaowu Xing Yu | team (m)        | 5e        | plaatsingsronde: 3de met 2019 punten kwartfinale: V van Italië: 216-220 |
|                                  |                 |           | |
| Cheng Ming                       | individueel (v) | 9e        | plaatsingsronde: 20ste met 651 punten 1ste ronde: W van VEN Brito: 6-4 2de ronde: W van MEX Valencia: 7-1 3de ronde: V van USA Lorig: 3-7 |
| Fang Yuting                      | individueel (v) | 33e       | plaatsingsronde: 25ste met 649 punten 1ste ronde: V van IND Rochmawati: 4-6 |
| Xu Jing                          | individueel (v) | 17e       | plaatsingsronde: 27ste met 646 punten 1ste ronde: W van POL Lesniak: 6-2 2de ronde: V van JPN Kanie: 0-6 |
| Cheng Ming Fang Yuting Xu Jing   | team (v)        | Zilver    | plaatsingsronde: 7de met 1946 punten 1ste ronde: W van Italië: 200-199 kwartfinale: W van Verenigde Staten: 218-213 halve finale: W van Rusland: 208-207 finale: V van Zuid-Korea: 209-210                                                         |

### Gewichtheffen
| Olympiër      | Onderdeel | Resultaat |                                                              |
| ------------- | --------- | --------- | ------------------------------------------------------------ |
| Wu Jingbiao   | -56kg (m) | Zilver    | trekken: 1ste met 133kg stoten: 2de met 156kg totaal: 289kg  |
| Zhang Jie     | -62kg (m) | 4e        | trekken: 3de met 140kg stoten: 2de met 174kg totaal: 314kg   |
| Lin Qingfeng  | -69kg (m) | Goud      | trekken: 1ste met 157kg stoten: 2de met 187kg totaal: 344kg  |
| Lu Haojie     | -77kg (m) | Zilver    | trekken: 2de met 170kg stoten: 5de met 190kg totaal: 360kg   |
| Lu Xiaojun    | -77kg (m) | Goud      | trekken: 1ste met 175kg stoten: 1ste met 204kg totaal: 379kg |
| Lu Yong       | -85kg (m) | DNF       | trekken: 1ste met 178kg stoten: geen geldige poging          |
|               |           |           |                                                              |
| Wang Mingjuan | -48kg (v) | Goud      | trekken: 1ste met 91kg stoten: 1ste met 114kg totaal: 205kg  |
| Zhou Jun      | -53kg (v) | DNF       | trekken: geen geldige poging                                 |
| Li Xueying    | -58kg (v) | Goud      | trekken: 1ste met 108kg stoten: 1ste met 138kg totaal: 246kg |
| Zhou Lulu     | +75kg (v) | Goud      | trekken: 2de met 146kg stoten: 1ste met 187kg totaal: 333kg  |

### Gymnastiek
| Olympiër                                                 | Onderdeel                | Resultaat | Prestatie                                                            |
| Ritmisch                                                 | Ritmisch                 | Ritmisch  | Ritmisch                                                             |
| -------------------------------------------------------- | ------------------------ | --------- | -------------------------------------------------------------------- |
| Deng Senyue                                              | individueel (v)          | 11e       | kwalificatie: 11de met 108,825 punten                                |
| Trampoline                                               |                          |           |                                                                      |
| Dong Dong                                                | mannen                   | Goud      | kwalificatie: 1ste met 112,895 punten finale: 1ste met 62,990 punten |
| Lu Chunlong                                              | mannen                   | Brons     | kwalificatie: 3de met 112,299 punten finale: 3de met 61,319 punten   |
| He Wenna                                                 | vrouwen                  | Brons     | kwalificatie: 1ste met 105,500 punten finale: 3de met 55,950 punten  |
| Huang Shancan                                            | vrouwen                  | Zilver    | kwalificatie: 2de met 104,759 punten finale: 2de met 56,730 punten   |
| Turnen                                                   |                          |           |                                                                      |
| Feng Zhe                                                 | brug (m)                 | Goud      | kwalificatie: 3de met 15,633 punten finale: 1ste met 15,966 punten   |
| Zhang Chenglong                                          | brug (m)                 | 9e        | kwalificatie: 9de met 15,366 punten finale: 9de met 13,808 punten    |
| Zhang Chenglong                                          | rekstok (m)              | 4de       | kwalificatie: 2de met 15,933 punten finale: 4de met 16,266 punten    |
| Zou Kai                                                  | rekstok (m)              | Brons     | kwalificatie: 7de met 15,533 punten · finale: met 16,366 punten      |
| Chen Yibeng                                              | ringen (m)               | Zilver    | kwalificatie: 1ste met 15,858 punten finale: 2de met 15,800 punten   |
| Zou Kai                                                  | vloer (m)                | Goud      | kwalificatie: 1ste met 15,833 punten finale: 1ste met 15,933 punten  |
| Guo Weiyang                                              | individuele meerkamp (m) | 29e       | kwalificatie 29ste met 84,131 punten                                 |
| Chen Yibing Feng Zhe Guo Weiyang Zhang Chenglong Zou Kai | meerkamp team (m)        | Goud      | kwalificatie: 6de met 269,985 punten finale: 1ste met 275,997 punten |
|                                                          |                          |           |                                                                      |
| Deng Linlin                                              | balk (v)                 | Goud      | kwalificatie: 4de met 15,166 punten finale: 1ste met 15,600 punten   |
| Sui Lu                                                   | balk (v)                 | Zilver    | kwalificatie: 1ste met 15,400 punten finale: 2de met 15,500 punten   |
| He Kexin                                                 | brug (v)                 | Zilver    | kwalificatie: 2de met 15,966 punten finale: 2de met 15,933 punten    |
| Yao Jinnan                                               | brug (v)                 | 4e        | kwalificatie: 4de met 15,766 punten finale: 4de met 15,766 punten    |
| Deng Linlin                                              | individuele meerkamp (v) | 6e        | kwalificatie 6de met 57,998 punten finale 6de met 58,399 punten      |
| Huang Qiushuang                                          | individuele meerkamp (v) | 7e        | kwalificatie 10de met 57,707 punten finale 7de met 58,115 punten     |
| Yao Jinnan                                               | individuele meerkamp (v) | 22e       | kwalificatie 22ste met 54,798 punten                                 |
| Deng Linlin He Kexin Huang Qiushuang Sui Lu Yao Jinnan   | meerkamp team (v)        | 4e        | kwalificatie: 3de met 176,637 punten finale: 4de met 174,430 punten  |

- Teng Haibin moet vanwege een spierscheuring in de linker onderarm verstek laten gaan bij de Olympische wedstrijden. Hij wordt vervangen door Guo Weiyang.[2]

### Hockey
| Olympiër | Onderdeel | Resultaat | Prestatie |
| --- | --------- | --------- | --- |
| Ma Yibo Wang Mengyu Ma Wei Sun Sinan Cui Qiuxia Fu Baorong Gao Lihua Liang Meiyu Zhang Yimeng Li Hongxia Ren Ye Zhao Yudiao Song Qingling De Jiaojiao Xu Xiaoxu Peng Yang | vrouwen   | 6e        | groep A: 3de W van Zuid-Korea: 4-0 G van België: 0-0 V van Nederland: 0-1 W van Groot-Brittannië: 2-1 V van Japan: 0-1 5-6de plek:: V van Australië: 0-2 |

| Groep A |                  |             |             |             |             |            |            |            |        |
| #       | Land             | Wedstrijden | Wedstrijden | Wedstrijden | Wedstrijden | Doelpunten | Doelpunten | Doelpunten | Punten |
| #       | Land             | G           | W           | G           | V           | V          | T          | Saldo      | Punten |
| 1       | Nederland        | 5           | 5           | 0           | 0           | 12         | 5          | +7         | 15     |
| 2       | Groot-Brittannië | 5           | 3           | 0           | 2           | 14         | 7          | +7         | 9      |
| 3       | China            | 5           | 2           | 1           | 2           | 6          | 3          | +3         | 7      |
| 4       | Zuid-Korea       | 5           | 2           | 0           | 3           | 9          | 13         | -4         | 6      |
| 5       | Japan            | 5           | 1           | 1           | 3           | 4          | 9          | -5         | 4      |
| 6       | België           | 5           | 0           | 2           | 3           | 2          | 10         | -8         | 2      |

| Ronde       | Datum  | Plaats | Land | Score            | Land |
| ----------- | ------ | ------ | ---- | ---------------- | ---- |
| Groepsfase  |        |        |      |                  |      |
| 29 juli     | Londen | China  | 4-0  | Zuid-Korea       |      |
| 31 juli     | Londen | België | 0-0  | China            |      |
| 2 augustus  | Londen | China  | 0-1  | Nederland        |      |
| 4 augustus  | Londen | China  | 2-1  | Groot-Brittannië |      |
| 6 augustus  | Londen | Japan  | 1-0  | China            |      |
| 5-6de plek  |        |        |      |                  |      |
| 10 augustus | Londen | China  | 0-2  | Australië        |      |

### Judo
| Olympiër   | Onderdeel  | Resultaat | Prestatie |
| ---------- | ---------- | --------- | --- |
| Lamusi A   | -60kg (m)  | 17e       | 1ste ronde: vrij 2de ronde: V van VEN Guédez: ippon |
|            |            |           | |
| Wu Shugen  | -48kg (v)  | 7e        | 1ste ronde: vrij 2de ronde: W van IRL Kearney: ippon herkansingen: V van BRA Menezes: waza-ari herkansingen: V van HUN Csernoviczki: yuko                                                                        |
| Hongmei He | -52kg (v)  | 17de      | 1ste ronde: V van FRA Gneto: waza-ari |
| Hui Wang   | -58kg (v)  | 17e       | 1ste ronde: V van ROU Caprioriu: ippon |
| Lili Xu    | – 63kg (v) | Zilver    | 1ste ronde: W van BRA Silva: waza-ari 2de ronde: W van ITA Gwend: waza-ari kwartfinale: W van NED Willeboordse: ippon halve finale: W van KOR Joung: yuko finale: V van SLO Zolnir: waza-ari                     |
| Fei Chen   | – 70kg (v) | 5e        | 1ste ronde: W van POL Klys: ippon 2de ronde: W van TUN Miled: ippon kwartfinale: W van JPN Tachimoto: jury-beslissing halve finale: V van GER Thiele: jury-beslissing bronzen finale: V van COL Alvear: waza-ari |
| Yang Xiuli | – 78kg (v) | 7e        | 1ste ronde: vrij 2de ronde: W van MYA Aung: ippon kwartfinale: V van FRA Tcheuméo: waza-ari herkansingen: V van NED Verkerk: jury-beslissing                                                                     |
| Wen Tong   | + 78kg (v) | Brons     | 1ste ronde: W van MEX Zambotti: ippon 2de ronde: W van POL Sadkowska: ippon kwartfinale: W van UKR Kindzerska: ippon halve finale: V van CUB Ortiz: yuko bronzen finale: W van BRA Altheman: ippon               |

### Kanovaren
| Olympiër                                   | Onderdeel     | Resultaat | Prestatie                                                                          |
| Slalom                                     | Slalom        | Slalom    | Slalom                                                                             |
| ------------------------------------------ | ------------- | --------- | ---------------------------------------------------------------------------------- |
| Teng Zhiqiang                              | C-1 (m)       | 12e       | voorronde: 11de in 95.68s halve finale: 12d' in 107,53s                            |
| Hu Minghai Shu Junrong                     | C-2 (m)       | 6e        | voorronde: 3de in 99,05s halve finale: 5de in 110,70s finale: 6de in 112,86s       |
| Huang Cunguang                             | K-1 (m)       | 17e       | voorronde: 17de in 94,40s                                                          |
|                                            |               |           |                                                                                    |
| Li Jingjing                                | K-1 (v)       | 11e       | voorronde: 12de in 108,53s halve finale: 11de in 117,02s                           |
| Vlakwater                                  |               |           |                                                                                    |
| Li Qiang                                   | C-1 200m (m)  | 16e       | serie 3: 3de in 42,004s halve finale 1: 3de in 42,149s finale B: 7de in 47,295s    |
| Huang Maoxing Li Qiang                     | C-2 1000m (m) | 8e        | serie 1: 3de in 3.38,483 halve finale 2: 1ste in 3.37,746 finale: 8ste in 3.48,930 |
| Zhou Peng                                  | K-1 200m (m)  | 16e       | serie 3: 5de in 38,316s halve finale 1: 8ste in 39,042s finale B: 8ste in 40,157s  |
| Zhou Peng                                  | K-1 1000m (m) | 15e       | serie 2: 4de in 3.36,994 halve finale 1: 7de in 3.36,163 finale B: 7de in 3.36,110 |
| Huang Zhipeng Shen Jie Zhou Peng Zhou Yubo | K-4 1000m (m) | 10e       | serie 2: 5de in 3.14,234 halve finale: 8ste in 3.00,315                            |
|                                            |               |           |                                                                                    |
| Zhou Yu                                    | K-1 200m (v)  | 17e       | serie 2: 6de in 42,885s halve finale 1: 6de in 42,279s                             |
| Wu Yanan Zhou Yu                           | K-2 500m (v)  | 4e        | serie 2: 1ste in 1.43,448 halve finale 2: 1ste in 1.41,863 finale: 4de in 1.44,136 |
| Li Zhangli Liu Haiping Ren Wenjun Yu Lamei | K-4 500m (v)  | 11e       | serie 1: 4de in 1.40,661 halve finale: 8ste in 1.34,004                            |

### Moderne vijfkamp
| Olympiër      | Onderdeel | Resultaat | Prestatie |
| ------------- | --------- | --------- | --- |
| Cao Zhongrong | mannen    | Zilver    | schermen: 2de met 25 overwinningen (1000 punten) zwemmen: 3de in 1.58,93 (1376 punten) paardensport: 27ste met 120 strafpunten (1080 punten) schietsport/atletiek: 9de in 10.38,02 (2448 punten) totaal: 5904 punten   |
| Wang Guan     | mannen    | 36e       | schermen: 34ste met 12 overwinningen (688 punten) zwemmen: 32ste in 2.12,13 (1216 punten) paardensport: niet gestart totaal: 1904 punten                                                                               |
| Chen Qian     | vrouwen   | 5e        | schermen: 6de met 21 overwinningen (904 punten) zwemmen: 14de in 2.17,77 (1148 punten) paardensport: 22ste met 80 strafpunten (1120 punten) schietsport/atletiek: 3de in 11.52,20 (2152 punten) totaal: 5324 punten    |
| Miao Yihua    | vrouwen   | 14e       | schermen: 8ste met 20 overwinningen (880 punten) zwemmen: 21ste in 2.19,31 (1132 punten) paardensport: 17de met 64 strafpunten (1136 punten) schietsport/atletiek: 20ste in 12.26,31 (2016 punten) totaal: 5164 punten |

### Roeien
| Olympiër                                        | Onderdeel              | Resultaat | Prestatie |
| ----------------------------------------------- | ---------------------- | --------- | --- |
| Zhang Liang                                     | skiff (m)              | 11e       | serie 5: 2de in 6.50,71 kwartfinale 3: 3de in 7.02,03 halve finale 2: 5de in 7.31,52 finale B: 5de in 7.25,64    |
| Sun Jie Zhang Fangbing                          | lichte dubbel-twee (m) | 15e       | serie 2: 4de in 6.57,67 herkansingen 2: 3de in 6.40,12 halve finale C/D: 2de in 7.09,39 finale C: 3de in 6.49,39 |
| Huang Zhe Wang Tiexin Yu Chenggang Zhang Guolin | vier-zonder (m)        | 10e       | serie 3: 3de in 5.52,58 halve finale 2: 6de in 6.08,47 finale B: 4de in 6.11,33                                  |
|                                                 |                        |           | |
| Zhang Xiuyun                                    | skiff (v)              | 6e        | serie 4: 1ste in 7.21,49 kwartfinale 3: 1ste in 7.39,58 halve finale 2: 2de in 7.45,58 finale: 6de in 8.03,10    |
| Huang Wenyi Xu Dongxiang                        | lichte dubbel-twee (v) | Zilver    | serie 3: 1ste in 7.15,57 halve finale 2: 1ste in 7.10,39 finale: 2de in 7.11,93                                  |
| Wang Min Zhu Weiwei                             | dubbel-twee (v)        | 4e        | serie 1: 3de in 6.50,64 herkansingen: 1ste in 7.09,65 finale: 4de in 7.08,92                                     |
| Gao Yulan Zhang Yage                            | twee-zonder (v)        | 7e        | serie 2: 3de in 7.13,38 herkansingen: 3de in 7.15,18 finale: 7de in 7.55,18                                      |
| Jin Ziwei Tang Bin Tian Liang Zhang Yangyang    | dubbel-vier (v)        | 5e        | serie 1: 4de in 6.24,32 herkansingen: 4de in 6.21,98 finale: 5de in 6.44,19                                      |

### Schermen
| Olympiër                        | Onderdeel       | Resultaat | Prestatie |
| ------------------------------- | --------------- | --------- | --- |
| Li Guojie                       | degen (m)       | 33e       | 1ste ronde: V van USA Kelsey: 7-8 |
| Lei Sheng                       | floret (m)      | Goud      | 1ste ronde: vrij 2de ronde: W van AUT Schlosser: 15-9 3de ronde: W van FRA Sintes: 15-6 kwartfinale: W van ITA Aspromonte: 15-8 halve finale: W van ITA Baldini: 15-11 finale: W van EGY Abouelkassem: 15-13       |
| Ma Jianfei                      | floret (m)      | 5e        | 1ste ronde: vrij 2de ronde: W van MEX Gomez: 15-9 3de ronde: W van RUS Akmatkhuzin: 15-11 kwartfinale: V van KOR Choi: 13-15                                                                                       |
| Zhu Jun                         | floret (m)      | 33e       | 1ste ronde: W van LIB Shaito: 15-2 2de ronde: V van KOR Choi: 13-15 |
| Lei Sheng Ma Jianfei Zhu Jun    | floret team (m) | 7e        | 1ste ronde: V van Japan: 30-45 5-8ste plek: V van Rusland: 40-45 7-8ste plek: W van Frankrijk: 45-33 |
| Liu Xiao                        | sabel (m)       | 17e       | 1ste ronde: vrij 2de ronde: V van ITA Occhiuzzi: 9-15 |
| Wang Jingzhi                    | sabel (m)       | 17e       | 1ste ronde: vrij 2de ronde: V van KOR Won: 6-15 |
| Zhong Man                       | sabel (m)       | 9e        | 1ste ronde: vrij 2de ronde: W van KOR Kim: 15-14 3de ronde: V van HUN Szilagyi: 10-15 |
| Liu Xiao Wang Jingzhi Zhong Man | sabel team (m)  | 6e        | 1ste ronde: V van Roemenië: 30-45 5-8ste plek: W van Verenigde Staten: 45-28 5-6de plek: V van Duitsland: 30-45 |
|                                 |                 |           | |
| Li Na                           | degen (v)       | 9e        | 1ste ronde: vrij 2de ronde: W van UKR Pantelyeyeva: 15-10 2de ronde: V van GER Heidemann: 13-14 |
| Luo Xiaojuan                    | degen (v)       | 17e       | 1ste ronde: vrij 2de ronde: V van TUN Besbes: 9-15 |
| Sun Yujie                       | degen (v)       | Brons     | 1ste ronde: vrij 2de ronde: W van GER Duplitzer: 15-10 3de ronde: W van SUI Géroudet: 15-10 kwartfinale: W van ITA Fiamingo: 15-14 halve finale: V van UKR Sjemjakina: 13-14 bronzen finale: W van KOR Shin: 15-11 |
| Li Na Luo Xiaojuan Sun Yujie    | degen team (v)  | Goud      | 1ste ronde: W van Duitsland: 45-42 halve finale: W van Rusland: 20-19 finale: W van Zuid-Korea: 39-25 |
| Chen Jinyan                     | floret (v)      | 9e        | 1ste ronde: vrij 2de ronde: W van POL Wojkowiak: 15-8 3de ronde: V van ITA Vezzali: 6-15 |
| Chen Xiaodong                   | sabel (v)       | 9e        | 1ste ronde: W van TUN Chaabane: 15-12 3de ronde: V van ITA Vecchi: 10-15 |
| Zhu Min                         | sabel (v)       | 5e        | 1ste ronde: W van ROU Pascu: 15-10 3de ronde: W van RUS Gavrilova: 15-11 kwartfinale: V van USA Zagunis: 6-15 |

### Schietsport
| Olympiër      | Onderdeel                  | Resultaat | Prestatie                                                                             |
| ------------- | -------------------------- | --------- | ------------------------------------------------------------------------------------- |
| Wang Tao      | 10m luchtgeweer (m)        | 4e        | kwalificatie: 4de met 598 punten (99-100-100-100-100-99) finale: 4de met 700,4 punten |
| Zhu Qinan     | 10m luchtgeweer (m)        | 10e       | kwalificatie: 10de met 595 punten (99-99-99-100-100-98)                               |
| Zhu Qinan     | 50m geweer 3 houdingen (m) | 5e        | kwalificatie: 6de met 1170 punten (392-390-388) finale: 5de met 1270,2 punten         |
| Lan Xing      | 50m geweer 3 houdingen (m) | 29e       | kwalificatie: 29ste met 1159 punten (397-378-384)                                     |
| Zhu Qinan     | 50m geweer liggend (m)     | 34e       | kwalificatie: 34ste met 590 punten (99-99-99-98-97-98)                                |
| Wang Weiyi    | 50m geweer liggend (m)     | 28e       | kwalificatie: 28ste met 591 punten (96-100-97-99-100-99)                              |
| Wang Zhiwei   | 50m pistool (m)            | Brons     | kwalificatie: 2de met 566 punten (95-95-95-98-93-90) finale: 3de met 658,6 punten     |
| Zhang Tian    | 50m pistool (m)            | 25e       | kwalificatie: 25ste met 553 punten (92-87-93-92-95-94)                                |
| Ding Feng     | 25m snelvuurpistool (m)    | Brons     | kwalificatie: 2de met 588 punten (293-295) finale: 3de met 27 punten                  |
| Zhang Jian    | 25m snelvuurpistool (m)    | 5e        | kwalificatie: 5de met 584 punten (293-291) finale: 5de met 17 punten                  |
| Pang Wei      | 10m luchtpistool (m)       | 4e        | kwalificatie: 2de met 586 punten (100-98-97-98-98-95) finale: 4de met 683,7 punten    |
| Tan Zongliang | 10m luchtpistool (m)       | 12e       | kwalificatie: 12de met 581 punten (98-97-95-97-96-98)                                 |
| Du Yu         | trap (m)                   | 30e       | kwalificatie: 30ste met 112 punten (22-23-22-22-23)                                   |
| Hu Binyuan    | dubbeltrap (m)             | 14e       | kwalificatie: 14de met 133 punten (42-48-43)                                          |
| Li Jun        | dubbeltrap (m)             | 11e       | kwalificatie: 11de met 134 punten (40-47-47)                                          |
|               |                            |           |                                                                                       |
| Yi Siling     | 10m luchtgeweer (v)        | Goud      | kwalificatie: 1ste met 399 punten (100-100-99-100) finale: 1ste met 502,9 punten      |
| Yu Dan        | 10m luchtgeweer (v)        | Brons     | kwalificatie: 3de met 398 punten (100-99-100-99) finale: 3de met 501,5 punten         |
| Du Li         | 50m geweer 3 houdingen (v) | 13e       | kwalificatie: 13de met 581 punten (195-192-194)                                       |
| Li Peijing    | 50m geweer 3 houdingen (v) | 9e        | kwalificatie: 9de met 583 punten (198-189-196)                                        |
| Chen Ying     | 25m pistool (v)            | Zilver    | kwalificaties: 3de met 585 punten (288-297) finale: 2de met 791,4 punten              |
| Yuan Jing     | 25m pistool (v)            | 18e       | kwalificatie: 18de met 579 punten (288-291)                                           |
| Guo Wenjun    | 10m luchtpistool (v)       | Goud      | kwalificatie: 1ste met 388 punten (98-98-98-94) finale: 1ste met 488,1 punten         |
| Su Yuling     | 10m luchtpistool (v)       | 6e        | kwalificatie: 4de met 386 punten (97-96-96-97) finale: 6de met 484,6 punten           |
| Wei Ning      | skeet (v)                  | Zilver    | kwalificatie: 4de met 68 punten (24-19-25) finale: 2de met 91 punten                  |
| Liu Yingzi    | trap (v)                   | 12e       | kwalificatie: 12de met 67 punten (23-22-22)                                           |

- De gouden medaille van Yi Siling op het onderdeel 10m luchtgeweer voor vrouwen, was de eerste gouden medaille van de Olympische Spelen in Londen.[3]

### Schoonspringen
| Olympiër             | Onderdeel               | Resultaat | Prestatie                                                                                             |
| -------------------- | ----------------------- | --------- | --- |
| He Chong             | 3m plank (m)            | Brons     | voorronde: 2de met 500,90 punten halve finale: 1ste met 510,15 punten finale: 3de met 524,15 punten   |
| Qin Kai              | 3m plank (m)            | Zilver    | voorronde: 11de met 451,60 punten halve finale: 3de met 500,35 punten finale: 2de met 541,75 punten   |
| Qiu Bo               | 10m toren (m)           | Zilver    | voorronde: 1ste met 563,70 punten halve finale: 1ste met 563,55 punten finale: 2de met 566,85 punten  |
| Zhou Luxin           | 10m toren (m)           | 6e        | voorronde: 2de met 532,15 punten halve finale: 2de met 541,80 punten finale: 6de met 527,30 punten    |
| Luo Yutong Qin Kai   | 3m plank synchroon (m)  | Goud      | 477 punten                                                                                            |
| Huo Liang Qiu Bo     | 10m toren synchroon (m) | Goud      | 486,78 punten                                                                                         |
|                      |                         |           | |
| He Zi                | 3m plank (v)            | Zilver    | voorronde: 2de met 363,85 punten halve finale: 3de met 354,50 punten finale: 2de met 379,20 punten    |
| Wu Minxia            | 3m plank (v)            | Goud      | voorronde: 1ste met 387,75 punten halve finale: 1ste met 394,40 punten finale: 1ste met 414 punten    |
| Chen Ruolin          | 10m toren (v)           | Goud      | voorronde: 1ste met 392,35 punten halve finale: 1ste met 407,25 punten finale: 1ste met 422,30 punten |
| Hu Yadan             | 10m toren (v)           | 9e        | voorronde: 6de met 337,85 punten halve finale: 9de met 328,25 punten finale: 9de met 349,50 punten    |
| He Zi Wu Minxia      | 3m plank synchroon (v)  | Goud      | 346,20 punten                                                                                         |
| Chen Ruolin Wang Hao | 10m toren synchroon (v) | Goud      | 368,40 punten                                                                                         |

### Synchroonzwemmen
| Olympiër                                                                                            | Onderdeel | Resultaat | Prestatie |
| --------------------------------------------------------------------------------------------------- | --------- | --------- | --- |
| Huang Xuechen Liu Ou                                                                                | duet      | Brons     | technische routine: 2de met 96,100 punten vrije routine: 2de met 96,710 punten vrije routine finale: 3de met 96,770 punten totaal: 192,870 punten |
| Chang Si Chen Xiaojun Huang Xuechen Jiang Tingting Jiang Wenwen Liu Ou Luo Qian Sun Wenyan Wu Yiwen | team      | Zilver    | technische routine: 2de met 97 punten vrije routine: 2de met 97,010 punten totaal: 194,010 punten                                                 |

### Taekwondo
| Olympiër   | Onderdeel | Resultaat | Prestatie |
| ---------- | --------- | --------- | --- |
| Liu Xiaobo | +80kg (m) | Brons     | voorronde: W van JAM Edwards: 6-4 kwartfinale: V van ITA Molfetta: 5-6 herkansingen: W van TJK Gulov: 6-1 bronzen finale: W van TUR Tanrikulu: 3-2 |
|            |           |           | |
| Wu Jingyu  | -49kg (v) | Goud      | voorronde: W van GUA Zamora: 10-2 kwartfinale: W van JPN Kasahara: 14-0 halve finale: W van CRO Zaninovic: 19-7 finale: W van ESP Yagüe: 8-1       |
| Hou Yuzhuo | -57kg (v) | Zilver    | voorronde: W van USA Lopez: 1-0 kwartfinale: W van FIN Mikkonen: 7-2 halve finale: W van FRA Harnois: 8-3 finale: V van GBR Jones 4-6              |

### Tafeltennis
| Olympiër                     | Onderdeel     | Resultaat | Prestatie |
| ---------------------------- | ------------- | --------- | --- |
| Wang Hao                     | enkelspel (m) | Zilver    | 1ste ronde: vrij 2de ronde: vrij 3de ronde: W van AUT Schlager 4-1 (11-3, 8-11, 11-9, 11-8, 11-9) 4de ronde: W van SIN Ning: 4-1 (11-9, 11-7, 11-9, 7-11, 11-3) kwartfinale: W van JPN Kishikawa: 4-0 (11-4, 11-5, 11-3, 11-5) halve finale: W van TPE Chuang: 4-1 (11-13, 11-2, 12-10, 11-6, 11-9) finale: V van CHN Zhang: 1-4 (16-18, 5-11, 6-11, 12-10, 11-13)          |
| Zhang Jike                   | enkelspel (m) | Goud      | 1ste ronde: vrij 2de ronde: vrij 3de ronde: W van TUR Vang: 4-0 (11-8, 11-8, 11-5, 11-7) 4de ronde: W van BLR Samsonov: 4-3 (4-11, 11-7, 11-5, 8-11, 8-11, 11-7, 11-7) kwartfinale: W van HKG Jiang: 4-1 (11-4, 8-11, 11-4, 11-9, 11-6) halve finale: W van GER Ovtcharov: 4-1 (11-8, 11-3, 5-11, 11-9, 11-8) finale: W van CHN Wang: 4-1 (18-16, 11-5, 11-6, 10-12, 13-11) |
| Wang Hao Ma Long Zhang Jike  | team (m)      | Goud      | 1ste ronde: W van Rusland: 3-1 kwartfinale: W van Singapore: 3-0 halve finale: W van Duitsland: 3-1 finale: W van Zuid-Korea: 3-0 |
|                              |               |           | |
| Ding Ning                    | enkelspel (v) | Zilver    | 1ste ronde: vrij 2de ronde: vrij 3de ronde: W van ROU Dodean: 4-0 (11-4, 11-3, 11-9, 11-6) 4de ronde: W van HKG Jiang: 4-1 (12-10, 11-2, 11-5, 9-11, 11-6) kwartfinale: W van JPN Fukuhara: 4-0 (15-13, 11-6, 11-6, 11-4) halve finale: W van SIN Feng: 4-2 (11-7, 11-4, 9-11, 12-10, 6-11, 11-6) finale: V van CHN Li: 1-4 (8-11, 12-14, 11-8, 6-11, 4-11)                 |
| Li Xiaoxia                   | enkelspel (v) | Goud      | 1ste ronde: vrij 2de ronde: vrij 3de ronde: W van USA Hsing: 4-2 (11-4, 9-11, 11-6, 6-11, 11-8, 11-9) 4de ronde: W van KOR Park: 4-1 (6-11, 11-7, 11-6, 11-5, 11-6) kwartfinale: W van NED Li: 4-0 (11-5, 11-9, 11-9, 11-7) halve finale: W van JPN Ishikawa: 4-1 (11-5, 11-4, 11-13, 11-6, 11-7) finale: W van CHN Ding: 4-1 (11-8, 14-12, 8-11, 11-6, 11-4)               |
| Ding Ning Guo Yue Li Xiaoxia | team (v)      | Goud      | 1ste ronde: W van Spanje: 3-0 kwartfinale: W van Nederland: 3-0 halve finale: W van Zuid-Korea: 3-0 finale: W van Japan: 3-0 |

### Tennis
| Olympiër             | Onderdeel      | Resultaat | Prestatie |
| -------------------- | -------------- | --------- | --- |
| Li Na                | enkelspel (v)  | 33e       | 1ste ronde: V van SVK Hantuchova: 2-6, 6-3, 3-6 |
| Peng Shuai           | enkelspel (v)  | 17e       | 1ste ronde: W van TPE Hsieh: 6-3, 6-7(3),7-5 2de ronde: V van CZE Kvitova: 5-7, 6-2, 1-6                                                                                       |
| Zheng Jie            | enkelspel (v)  | 33e       | 1ste ronde: V van RUS Petrova: 4-6, 6-7(9) |
| Li Na Zhang Shuai    | dubbelspel (v) | 9e        | 1ste ronde: W' Argentinië Dulko/Suarez: 6-4, 6-2 2de ronde: V van Tsjechië Hlaváčková/Hradecká: 3-6, 1-6                                                                       |
| Peng Shuai Zheng Jie | dubbelspel (v) | 5e        | 1ste ronde: W van Frankrijk Cornet/Mladenovic: 6-1, 6-7(3), 6-3 2de ronde: W van Spanje Vives/Sanchez: 6-4, 6-2 kwartfinale: V van Rusland Kirilenko/Petrova: 5-7, 7-6(4), 4-6 |

### Triatlon
| Olympiër   | Onderdeel | Resultaat | Prestatie |
| ---------- | --------- | --------- | --------- |
| Bai Faquan | mannen    | 46e       | 1:52.26   |
|            |           |           |           |
| Zhang Yi   | vrouwen   | 50e       | 2:10.01   |

### Volleybal

#### Beach
| Olympiër             | Onderdeel | Resultaat | Prestatie |
| -------------------- | --------- | --------- | --- |
| Wu Penggen Xu Linyin | mannen    | 19e       | groep C: 4de V van SUI Chevallier/Heyer: 21-18,16-21,12-15 V van GER Brink/Reckermann: 21-13,19-21,8-15 V van RUS Prokopjev/Semjonov: 27-29,21-17,12-15 |
| Xue Chen Zhang Xi    | vrouwen   | 4de       | groep B: 2de V van RUS Vasina/Vozakova: 21-18,14-21,14-16 W van SUI Kuhn/Zumkehr: 21-18,16-21,15-8 W van GRE Arvaniti/Tsiartsiani: 21-17,21-16 2de ronde: W van RUS Birlova/Ukolova: 21-12,21-11 kwartfinale: W van AUT D Schwaiger/S Schwaiger: 21-18,21-11 halve finale V van USA May-Treanor/Walsh: 20-22,20-22 bronzen finale: V van BRA Silva/França: 21-11,19-21,12-15 |

#### Zaal
| Olympiër | Onderdeel | Resultaat | Prestatie |
| --- | --------- | --------- | --- |
| Wang Yimei Mi Yang Hui Ruoqi Chu Jinling Zhang Xian Wei Qiuyue Yang Junjing Shan Danna Xu Yunli Zheng Chunlei Ma Yunwen Zhang Lei | zaal (v)  | 5de       | groep B: 2de W van Servië: 3-1 (16-25, 25-18, 25-13, 25-12) W van Turkije: 3-1 (25-20, 25-20, 29-31, 25-22) V van Verenigde Staten: 0-3 (24-26, 16-25, 29-31) V van Brazilië: 2-3 (16-25, 25-20, 18-25, 30-28, 10-15) W van Zuid-Korea 3-2 (28-26, 22-25, 25-19, 22-25, 15-10) kwartfinale V van Japan: 2-3 (26-28, 25-23, 23-25, 25-23, 16-18) |

| Groep B |                  |             |             |             |             |             |             |        |        |        |        |
| #       | Land             | Wedstrijden | Wedstrijden | Wedstrijden | Wedstrijden | Wedstrijden | Wedstrijden | Punten | Punten | Punten | Punten |
| #       | Land             | G           | W           | V           | SW          | SV          | SR          | SPW    | SPL    | Saldo  | Punten |
| 1       | Verenigde Staten | 5           | 5           | 0           | 15          | 2           | +13         | 426    | 345    | +81    | 15     |
| 2       | China            | 5           | 3           | 2           | 11          | 10          | +1          | 475    | 461    | +14    | 9      |
| 3       | Zuid-Korea       | 5           | 2           | 3           | 11          | 10          | +1          | 449    | 452    | -3     | 8      |
| 4       | Brazilië         | 5           | 3           | 2           | 10          | 10          | 0           | 447    | 420    | +27    | 7      |
| 5       | Turkije          | 5           | 2           | 3           | 9           | 11          | -2          | 434    | 443    | -9     | 6      |
| 6       | Servië           | 5           | 0           | 5           | 2           | 15          | -13         | 297    | 407    | -110   | 0      |

| Ronde       | Datum  | Plaats           | Land | Score      | Land |
| ----------- | ------ | ---------------- | ---- | ---------- | ---- |
| Groepsfase  |        |                  |      |            |      |
| 28 juli     | Londen | China            | 3-1  | Servië     |      |
| 28 juli     | Londen | China            | 3-1  | Turkije    |      |
| 1 augustus  | Londen | Verenigde Staten | 3-0  | China      |      |
| 3 augustus  | Londen | Brazilië         | 3-2  | China      |      |
| 5 augustus  | Londen | China            | 3-2  | Zuid-Korea |      |
| Kwartfinale |        |                  |      |            |      |
| 7 augustus  | Londen | Japan            | 3-2  | China      |      |

### Waterpolo
| Olympiër | Onderdeel | Resultaat | Prestatie |
| --- | --------- | --------- | --- |
| Yang Jun Teng Fei Liu Ping Sun Yujun He Jin Sun Jating Song Donglun Gao Ao Wang Yi Ma Huanhuan Sun Huizi Zhang Lei Wang Ying | vrouwen   | 5e        | groep A: 4de V van Spanje: 6-11 V van Hongarije: 10-11 V van Verenigde Staten: 6-7 kwartfinale: V van Australië: 16-16 (2-4) 5-8ste plaats: W van Italië: 14-10 5de/6de plaats: W van Rusland: 16-15 |

| Groep A |                  |             |             |             |             |        |        |        |        |
| #       | Land             | Wedstrijden | Wedstrijden | Wedstrijden | Wedstrijden | Punten | Punten | Punten | Punten |
| #       | Land             | G           | W           | G           | V           | V      | T      | Saldo  | Punten |
| 1       | Spanje           | 3           | 2           | 1           | 0           | 33     | 26     | +7     | 5      |
| 2       | Verenigde Staten | 3           | 2           | 1           | 0           | 30     | 28     | +2     | 5      |
| 3       | Hongarije        | 3           | 1           | 0           | 2           | 35     | 37     | -2     | 2      |
| 4       | China            | 3           | 0           | 0           | 3           | 22     | 29     | -7     | 0      |

| Ronde          | Datum  | Plaats    | Land  | Score            | Land |
| -------------- | ------ | --------- | ----- | ---------------- | ---- |
| Groepsfase     |        |           |       |                  |      |
| 30 juli        | Londen | Spanje    | 11-6  | China            |      |
| 1 augustus     | Londen | Hongarije | 11-10 | China            |      |
| 3 augustus     | Londen | Australië | 6-7   | Verenigde Staten |      |
| Kwartfinale    |        |           |       |                  |      |
| 5 augustus     | Londen | China     | 16-16 | Australië        |      |
| Halve finale   |        |           |       |                  |      |
| 7 augustus     | Londen | Italië    | 10-14 | China            |      |
| Bronzen finale |        |           |       |                  |      |
| 9 augustus     | Londen | Australië | 13-11 | Hongarije        |      |

### Wielersport
| Olympiër                             | Onderdeel                | Resultaat | Prestatie |
| Baan                                 | Baan                     | Baan      | Baan |
| ------------------------------------ | ------------------------ | --------- | --- |
| Zhang Lei                            | sprint (m)               | 14e       | kwalificatie: 8ste in 10,155 1ste ronde: V van MAS Awang herkansingen: V van RSA Esterhuizen |
| Zhang Lei                            | keirin (m)               | 17e       | 1ste ronde: 6de herkansingen: 6de |
| Cheng Changsong Zhang Lei Zhang Miao | teamsprint (m)           | 6e        | kwalificatie: 6de in 43,751s kwartfinale: V van Australië: 43,505 |
|                                      |                          |           | |
| Guo Shuang                           | sprint (v)               | Brons     | kwalificatie: 3de in 11,020 1ste ronde: W van VEN Larreal: 11,371s 2de ronde: W van NZL Hansen: 11,431 kwartfinale: W van CUB Guerra: 2-0 halve finale: V van AUS Meares bronzen finale: W van GER Vogel: 2-0 |
| Guo Shuang                           | keirin (v)               | Zilver    | 1ste ronde: 1ste 2de ronde: 3de finale: 2de |
| Huang Li                             | omnium (v)               | 12e       | vliegende ronde: 9de in 14,571 puntenkoers: 15de met 2 punten afvalling: 16de individuele achtervolging: 13de in 3.45,610 scratch: 8ste tijdrit: 6de in 36,315 totaal: 12de met 67 punten                     |
| Gong Jinjie Guo Shuang               | teamsprint (v)           | Zilver    | kwalificatie: 1ste in 32,447 halve finale: W van Venezuela: 32,422 finale: V van Duitsland: diskwalificatie                                                                                                   |
| Jiang Fan Jiang Wenwen Liang Jing    | ploegenachtervolging (v) | 10e       | kwalificatie: 10de in 3.26,049 |
| Mountainbike                         |                          |           | |
| Tong Weisong                         | mannen                   | 41e       | + 3 ronden |
|                                      |                          |           | |
| Shi Qinglan                          | vrouwen                  | 12e       | 1:35.28 |
| Weg                                  |                          |           | |
| Liu Xin                              | wegwedstrijd (v)         | -         | buiten tijdslimiet |

### Worstelen
| Olympiër       | Onderdeel   | Resultaat   | Prestatie |
| Vrije stijl    | Vrije stijl | Vrije stijl | Vrije stijl |
| -------------- | ----------- | ----------- | --- |
| Zhang Chongyao | -74kg (m)   | 17e         | kwalificatie: vrij 1ste ronde: V van HUN: Hatos: 0-3 |
| Liang Lei      | -120kg (m)  | DNS         | blessure |
|                |             |             | |
| Zhao Shasha    | -48kg (v)   | 18e         | kwalificatie: V van USA Chun: 0-3 |
| Jing Ruixue    | -63kg (v)   | Zilver      | kwalificatie: vrij 1ste ronde: W van PRK Choe: 3-0 kwartfinale: W van POL Michalik: 3-0 halve finale: W van RUS Volosova: 3-1 finale: V van JPN Icho: 0-3                  |
| Wang Jiao      | -72kg (v)   | 5e          | kwalificatie: vrij 1ste ronde: W van NGR Obiajunwa: 5-0 kwartfinale: W van MDA Saenko: 5-0 halve finale: V van RUS Vorobieva: 0-5 bronzen finale: V van KAZ Manyurova: 1-3 |
| Grieks-Romeins |             |             | |
| Li Shujin      | -55kg (m)   | 7e          | kwalificatie: W van UKR Ragymov: 3-1 1ste ronde: W van BUL Kostadinov: 3-1 kwartfinale: V van AZE Bayramov: 0-3 herkansingen: V van RUS Semenov: 0-3                       |
| Sheng Jiang    | -60kg (m)   | 10e         | kwalificatie: V van IRI Norouzi: 1-3 herkansingen: V van BUL Angelov: 1-3                                                                                                  |
| Liu Deli       | -120kg (m)  | 13e         | kwalificatie: V van HUN Deák-Bárdos: 1-3 |

### Zeilen
| Olympiër                 | Onderdeel        | Resultaat | Prestatie                                     |
| ------------------------ | ---------------- | --------- | --------------------------------------------- |
| Wang Aichen              | RS:X (m)         | 18e       | 153 punten: (21-23-18-19-3-23-10-27-22-14)    |
| Shi Jian                 | laser (m)        | 27e       | 340 punten: (27-39-43-45-42-46-32-41-30-41)   |
| Gong Lei                 | finn (m)         | 24e       | 190 punten: (OCS-17-20-22-OCS-16-23-23-21-24) |
| Deng Daokun Wang Weidong | 470 (m)          | 20e       | 160 punten: (20-15-6-26-27-17-22-26-12-16)    |
|                          |                  |           |                                               |
| Li Ling                  | RS:X (v)         | 14e       | 115 punten: (16-15-8-14-18-7-10-13-14-23)     |
| Xu Lijia                 | laser radial (v) | Goud      | 35 punten: (5-8-11-3-5-4-1-4-1-2-2)           |
| Huang Xufeng Wang Xiaoli | 470 (v)          | 11e       | 97 punten: (18-18-9-13-8-19-2-17-1-12)        |

### Zwemmen
Mannen
| Olympiër                                                            | Onderdeel             | Resultaat      | Prestatie                                                                        |
| ------------------------------------------------------------------- | --------------------- | -------------- | -------------------------------------------------------------------------------- |
| Yang Shi                                                            | 50m vrije slag (m)    | 26e            | serie 5: 2de in 22,64                                                            |
| Lu Zhiwu                                                            | 100m vrije slag (m)   | DNS            | serie 5: niet gestart                                                            |
| Li Yunqi                                                            | 200m vrije slag (m)   | 23e            | serie 5: 6de in 1.48,72                                                          |
| Sun Yang                                                            | 200m vrije slag (m)   | Zilver         | serie 5: 1ste in 1.46,24 halve finale 2: 1ste in 1.45,61 finale: 2de in 1.44,93  |
| Hao Yun                                                             | 400m vrije slag (m)   | 4e             | serie 4: 4de in 3.46,88 finale: 4de in 3.46,02                                   |
| Sun Yang                                                            | 400m vrije slag (m)   | Goud           | serie 4: 1ste in 3.45,07 finale: 1ste in 3.40,14                                 |
| Dai Jun                                                             | 1500m vrije slag (m)  | 15e            | serie 3: 6de in 15.13,90                                                         |
| Sun Yang                                                            | 1500m vrije slag (m)  | Goud           | serie 4: 1ste in 14.43,25 finale: 1ste in 14.31,02 (WR)                          |
| Cheng Feiyi                                                         | 100m rugslag (m)      | 8e             | serie 3: 2de in 53,22 halve finale 1: 3de in 53,50 finale: 8ste in 53,77         |
| He Jianbin                                                          | 100m rugslag (m)      | 21e            | serie 6: 4de in 54,81                                                            |
| Xu Jiayu                                                            | 200m rugslag (m)      | 28e            | serie 4: 8ste in 2.00,26                                                         |
| Zhang Fenglin                                                       | 200m rugslag (m)      | 4e             | serie 4: 2de in 1.56,71 halve finale 2: 2de in 1.55,66 finale: 4de in 1.55,59    |
| Li Xiayan                                                           | 100m schoolslag (m)   | 28e            | serie 3: 4de in 1.01,55                                                          |
| Cheng Chen                                                          | 200m schoolslag (m)   | 33e            | serie 5: 8ste in 2.19,83                                                         |
| Zhou Jiawei                                                         | 100m vlinderslag (m)  | 13e            | serie 4: 3de in 52,03 halve finale 1: 5de in 52,30                               |
| Chen Yin                                                            | 200m vlinderslag (m)  | 8e             | serie 3: 3de in 1.55,60 halve finale 1: 3de in 1.54,43 finale: 8ste in 1.55,18   |
| Wu Peng                                                             | 200m vlinderslag (m)  | 11e            | serie 3: 6de in 1.55,88 halve finale 1: 5de in 1.55,65                           |
| Wang Shun                                                           | 200m wisselslag (m)   | 22e            | serie 3: 8ste in 2.00,85                                                         |
| Wu Peng                                                             | 200m wisselslag (m)   | 30e            | serie 4: 7de in 2.01,4                                                           |
| Wang Chengxiang                                                     | 400m wisselslag (m)   | 14e            | serie 4: 5de in 4.15,57                                                          |
| Yang Zhixian                                                        | 400m wisselslag (m)   | 12e            | serie 3: 4de in 4.15,45                                                          |
| Chen Zuo He Jianbin Lu Zhiwu Shi Tengfei Zhang Enjian               | 4x100m vrije slag (m) | 11e            | serie 2: 6de in 3.17,00                                                          |
| Hao Yun Jiang Haiqi Li Yunqi Lu Zhiwu Sun Yang                      | 4x200m vrije slag (m) | Brons          | serie 2: 4de in 7.11,35 finale: 3de in 7.06,30                                   |
| Chen Weiwu Cheng Chen He Jianbin Huang Yunkun Lu Zhiwu Zhou Jiawei  | 4x100m wisselslag (m) | 11e            | serie : 5de in 3.34,65                                                           |
|                                                                     |                       |                |                                                                                  |
| Zhu Qianwei                                                         | 50m vrije slag (v)    | 24e            | serie 6: 1ste in 25,54                                                           |
| Tang Yi                                                             | 100m vrije slag (v)   | Brons          | serie 5: 1ste in 53,28 halve finale 2: 3de in 53,60 finale: 3de in 53,44         |
| Song Wenyan                                                         | 200m vrije slag (v)   | 21e            | serie 4: 7de in 1.59,47                                                          |
| Wang Shijia                                                         | 200m vrije slag (v)   | 15e            | serie 4: 4de in 1.58,73 halve finale 1: 8ste in 1.58,63                          |
| Li Xuanxu                                                           | 400m vrije slag (v)   | 19e            | serie 3: 5de in 4.10,95                                                          |
| Shao Yiwen                                                          | 400m vrije slag (v)   | 14e            | serie 4: 5de in 4.08,41                                                          |
| Shao Yiwen                                                          | 800m vrije slag (v)   | 9e             | serie 5: 3de in 8.27,78                                                          |
| Xin Xin                                                             | 800m vrije slag (v)   | 24e            | serie 4: 8ste in 8.40,88                                                         |
| Fu Yuanhui                                                          | 100m rugslag (v)      | 8e             | serie 6: 4de in 59,96 halve finale 1: 4de in 59,82 finale: 8ste in 1.00,50       |
| Zhao Jing                                                           | 100m rugslag (v)      | 6e             | serie 4: 3de in 59,97 halve finale 2: 2de in 59,55 finale: 6de in 59,23          |
| Bai Anqi                                                            | 200m rugslag (v)      | 19e            | serie 3: 6de in 2.11,26                                                          |
| Yao Yige                                                            | 200m rugslag (v)      | 22e            | serie 5: 7de in 2.12,14                                                          |
| Liu Xiaoyu                                                          | 100m schoolslag (v)   | 17e            | serie 5: 5de in 1.07,99                                                          |
| Zhao Jin                                                            | 100m schoolslag (v)   | 15e            | serie 4: 4de in 1.07,68 halve finale 2: 8ste in 1.07,97                          |
| Ji Liping                                                           | 200m schoolslag (v)   | 13e            | serie 3: 2de in 2.25,76 halve finale 2: 7de in 2.27,26                           |
| Sun Ye                                                              | 200m schoolslag (v)   | 24e            | serie 4: 7de in 2.27,94                                                          |
| Jiao Liuyang                                                        | 100m vlinderslag (v)  | 9e             | serie 6: 4de in 57,71 halve finale 1: 3de in 58,04                               |
| Lu Ying                                                             | 100m vlinderslag (v)  | Zilver         | serie 6: 2de in 57,17 halve finale 1: 2de in 57,51 finale: 2de in 56,87          |
| Jiao Liuyang                                                        | 200m vlinderslag (v)  | Goud           | serie 3: 3de in 2.07,15 halve finale 1: 1ste in 2.06,10 finale: 1ste in 2.04,06  |
| Liu Zige                                                            | 200m vlinderslag (v)  | 8e             | serie 4: 4de in 2.08,72 halve finale 2: 4de in 2.06,99 finale: 8ste in 2.07,77   |
| Li Jiaxing                                                          | 200m wisselslag (v)   | 11e            | series 3: 7de in 2.13,43 halve finale 2: 6de in 2.12,69                          |
| Ye Shiwen                                                           | 200m wisselslag (v)   | Goud           | serie 5: 1ste in 2.08,90 halve finale 2: 1ste in 2.08,39 finale: 1ste in 2.07,57 |
| Li Xuanxu                                                           | 400m wisselslag (v)   | Brons          | serie 5: 2de in 4.34,28 finale: 3de in 4.32,91                                   |
| Ye Shiwen                                                           | 400m wisselslag (v)   | Goud           | serie 3: 1ste in 4.31,73 finale:1ste in 4.28,43                                  |
| Qiu Yuhan Tang Yi Wang Haibing Wang Shijia Zhu Qianwei              | 4x100m vrije slag (v) | 4e             | serie 1: 2de in 3.37,91 finale: 4de in 3.36,75                                   |
| Chen Qian Liu Jing Pang Jiaying Song Wenyan Wang Shijia Zhu Qianwei | 4x200m vrije slag (v) | 6e             | serie 2: 3de in 7.53,66 finale: 6de in 7.53,11                                   |
| Gao Chang Ji Liping Jiao Liuyang Lu Ying Tang Yi                    | 4x100m wisselslag (v) | 5e             | serie 1: 2de in 3.59,38 finale: 5de in 3.56,41                                   |
| Fang Yanqiao                                                        | 10 km open water (v)  | teruggetrokken |                                                                                  |

Afghanistan · Albanië · Algerije · Amerikaanse Maagdeneilanden · Amerikaans-Samoa · Andorra · Angola · Antigua en Barbuda · Argentinië · Armenië · Aruba · Australië · Azerbeidzjan · Bahama's · Bahrein · Bangladesh · Barbados · België · Belize · Benin · Bermuda · Bhutan · Bolivia · Bosnië en Herzegovina · Botswana · Brazilië · Britse Maagdeneilanden · Brunei · Bulgarije · Burkina Faso · Burundi · Cambodja · Canada · Centraal-Afrikaanse Republiek · Chili · China · Chinees Taipei · Colombia · Comoren · Congo-Brazzaville · Congo-Kinshasa · Cookeilanden · Costa Rica · Cuba · Cyprus · Denemarken · Djibouti · Dominica · Dominicaanse Republiek · Duitsland · Ecuador · Egypte · El Salvador · Equatoriaal-Guinea · Eritrea · Estland · Ethiopië · Fiji · Filipijnen · Finland · Frankrijk · Gabon · Gambia · Georgië · Ghana · Grenada · Griekenland · Groot-Brittannië · Guam · Guatemala · Guinee · Guinee‑Bissau · Guyana · Haïti · Honduras · Hongarije · Hongkong · Ierland · IJsland · India · Indonesië · Irak · Iran · Israël · Italië · Ivoorkust · Jamaica · Japan · Jemen · Jordanië · Kaaimaneilanden · Kaapverdië · Kameroen · Kazachstan · Kenia · Kirgizië · Kiribati · Koeweit · Kroatië · Laos · Lesotho · Letland · Libanon · Liberia · Libië · Liechtenstein · Litouwen · Luxemburg · Macedonië · Madagaskar · Malawi · Maldiven · Maleisië · Mali · Malta · Marshalleilanden · Marokko · Mauritanië · Mauritius · Mexico · Micronesië · Moldavië · Monaco · Mongolië · Montenegro · Mozambique · Myanmar · Namibië · Nauru · Nederland · Nepal · Nicaragua · Nieuw-Zeeland · Niger · Nigeria · Noord-Korea · Noorwegen · Oeganda · Oekraïne · Oezbekistan · Oman · Oostenrijk · Oost-Timor · Pakistan · Palau · Palestina · Panama · Papoea-Nieuw-Guinea · Paraguay · Peru · Polen · Portugal · Puerto Rico · Qatar · Roemenië · Rusland · Rwanda · Saint Kitts en Nevis · Saint Lucia · Saint Vincent en Grenadines · Salomonseilanden · Samoa · San Marino · Sao Tomé en Principe · Saoedi-Arabië · Senegal · Servië · Seychellen · Sierra Leone · Singapore · Slovenië · Slowakije · Soedan · Somalië · Spanje · Sri Lanka · Suriname · Swaziland · Syrië · Tadzjikistan · Tanzania · Thailand · Togo · Tonga · Trinidad en Tobago · Tsjaad · Tsjechië · Tunesië · Turkije · Turkmenistan · Tuvalu · Uruguay · Vanuatu · Venezuela · Verenigde Arabische Emiraten · Verenigde Staten · Vietnam · Wit-Rusland · Zambia · Zimbabwe · Zuid-Afrika · Zuid-Korea · Zweden · Zwitserland · Onafhankelijke atleten